# Jesus als Lehrer
Jesus als Lehrer ist der Titel der Dissertation von Rainer Riesner, die 1981 erschien und danach noch drei weitere Auflagen erlebte (1984, 1988 und – in einem Abstand von 35 Jahren! – 2023). Der Untertitel dieses mehr als 600 Seiten umfassenden Buches lautet: Eine Untersuchung zum Ursprung der Evangelien-Überlieferung, in der 4., nun auf mehr als 800 Seiten angewachsenen Auflage: Frühjüdische Volksbildung und Evangelien-Überlieferung. Gemäß diesem Buch gehen die in den Evangelien berichteten Worte Jesu überwiegend tatsächlich auf das Wirken Jesu zurück.

## Inhalt und theologische Position
Es handelt sich um eine an der Evangelisch-Theologischen Fakultät der Universität Tübingen angenommene Dissertation. „Doktorvater“ war Otto Betz, Zweitgutachter war Martin Hengel.
Riesner knüpfte an die Forschungen der schwedischen Neutestamentler Harald Riesenfeld und Birger Gerhardsson um 1960 an, wonach Jesus in Analogie zu den Rabbinen – seinen Schülern konkrete Formulierungen vorlegte, die diese memorieren sollten. Riesner erweiterte die Vergleichsbasis auf Israel sowie die antike Umwelt und gab einen Überblick über die dort praktizierten Lernmethoden.
Riesner führt die in den Synoptikern berichteten Reden Jesu im Wesentlichen auf diesen zurück, schätzt die Ursprünge der Evangelien-Überlieferung daher als „vorösterlich“ ein. Insofern ist seine Sichtweise als „theologisch konservativ“ einzustufen. Das Johannesevangelium berücksichtigt Riesner aber nur vereinzelt.
Die beiden ersten Kapitel widmen sich der Jesus-Überlieferung und der jüdischen Volksbildung – es werden also der Forschungsstand zu den beiden Größen beleuchtet, die danach miteinander in Verbindung gebracht werden. Danach verweist Riesner auf die Autorität Jesu (Kapitel 3) – diese von Jesus beanspruchte Autorität war deutlich höher als die eines jüdischen Rabbis, sie war eher gleichzusetzen mit der Stellung der Tora in der Achtung religiöser Juden. Die beiden letzten Kapitel betrachten den Unterricht Jesu genauer, zuerst seine öffentliche Lehre, und schließlich die Jüngerlehre – hier geht es also um die Eigenheiten je nach Adressaten.

## Rezensionen
In den Rezensionen wurde allgemein anerkannt, dass Riesner die Fachliteratur in großer Breite verarbeitet hat. Inwieweit Rezensenten den Thesen Riesners zustimmten, hing stark von ihrer eigenen theologischen Position ab. Aus fundamentalistischer Sicht gab es Anerkennung für Riesners Argumentation. So meinte Helge Stadelmann:
„Gegen diese negative Evangelienerklärung bedeutet Riesners Buch einen (hoffentlich) epochemachenden Frontalangriff. Sein Werk bietet einen vorläufigen Höhepunkt in der Auseinandersetzung mit der gängigen Evangelienkritik.“
Gleichzeitig bedauert Stadelmann jedoch, dass kein klares Inspirationsverständnis den Ausgangspunkt bildet:
„Er widerlegt viele Ergebnisse der historisch-kritischen Theologie, ohne selbst deren Ansatz aufzugeben. Riesner kämpft gewissermaßen mit den Waffen des theologischen ‚Gegners‘ und kommt zu einem Sieg nach Punkten.“
Starke Zustimmung kam von Ian Howard Marshall, einem britischen Neutestamentler mit konservativer Grundhaltung:
Riesner „hat zweifellos eine konstruktive und gutbegründete Beweisführung für die Verwurzelung der Evangelientradition in der tatsächlichen Lehrtätigkeit des irdischen Jesus geliefert und die Unglaubwürdigkeit und – mitunter – Willkürlichkeit der skeptischen Alternative aufgezeigt.“
Starke Zustimmung gab es auch bei konservativen Katholiken, z. B. urteilte John P. Heil:
„Riesner ist es geradezu meisterhaft gelungen, seine These eines historisch verläßlichen vorösterlichen Beginns der Evangelientradition als möglich, plausibel, ja sogar als zwingend darzulegen.“
Manche Neutestamentler, die als „gemäßigt kritisch“ eingestuft werden, reagierten nachdenklich, so etwa Franz Mußner über die Lektüre von Riesners Buch:
„Wer die Mühe nicht scheut, sich … durchzuarbeiten, wird nicht bloß reich belehrt, sondern auch nachdenklich, ob die Skepsis gegenüber der ‚Echtheit‘ der Jesusüberlieferung in den synoptischen Evangelien wirklich berechtigt ist. Riesner geht weithin einen anderen Weg als den, der in den letzten Jahren von Exegeten, auch vom Rezensenten, bei der ‚Rückfrage nach Jesus‘ eingeschlagen worden ist.“
Und Rudolf Schnackenburg meinte: „Man wird ständig zwischen Zustimmung und Widerspruch hin- und hergerissen“.
Aus evangelischer „liberaler“ Sicht kam deutliche Ablehnung, etwa von Werner Georg Kümmel, der in Riesners Buch eine „apologetische Grundtendenz“ sieht und meint, dass Riesners Meinung „mit mancherlei überzeugenden Argumenten, aber auch mit einer großen Zahl fragwürdiger Thesen und problematischer Exegesen begründet“ werde. Walter Schmithals urteilte, dass Riesner „mehr auf allgemeinen Überlegungen als auf präziser Textanalyse“ aufbaue. Wo die Historizität der Evangelien als unwichtig eingeschätzt wird, gibt es für Riesners Fragestellung wenig Verständnis; so sieht ihn Dieter Nestle auf „einem evangelikal-positivistischen Holzweg“.

## Jesus und seine Schüler
Im Anschluss an Riesners Buch verfasste Franz Stuhlhofer ein apologetisches Buch mit dem Titel: Jesus und seine Schüler. Wie zuverlässig wurden Jesu Worte überliefert? Schon der Titel deutet eine Nähe zu Riesners Thema an (Lehrer/Schüler). Stuhlhofer stellt speziell jene Gesichtspunkte dar, in denen es um die Zuverlässigkeit der Weitergabe der Reden Jesu geht. Sein Buch wird als „hilfreiche, auch Nichtfachleuten leicht zugängliche Zusammenfassung der Ergebnisse“ Riesners beschrieben. Über Riesner hinausgehend bezieht Stuhlhofer auch das Johannesevangelium ausgiebig mit ein, und er verweist auf den geringen Umfang der in den vier kanonischen Evangelien dargestellten Reden Jesu: „Drei Stunden Jesus-Reden“.
Die von Riesner herausgeschälten Charakteristika der Lehrtätigkeit Jesu bilden auch weiterhin einen Ausgangspunkt für die Suche nach dem historischen Jesus.

## Hermeneutik
In seiner Methodenlehre zum NT greift Wilhelm Egger Riesners Beobachtungen auf und verweist auf sie mit folgender Feststellung:
„Eine Reihe von Beobachtungen an den Jesusworten bestätigt diese Auffassung von Texproduktion und -rezeption schon in der vorösterlichen Zeit“.
Deshalb sei „schon im vorösterlichen Jüngerkreis mit dem Traditionsprinzip und mit mehr Treue in der Traditionsübermittlung zu rechnen, als dies die klassische Formgeschichte angenommen hatte“.

## Religionspädagogik
Das in Jesus als Lehrer vermittelte Bild von Jesu Glaubensweitergabe wurde von Reiner Braun auf die analoge gegenwärtige kirchliche Aufgabe angewandt, und zwar speziell auf die evangelische Konfirmandenarbeit. Hier gibt es die Tendenz, einen Unterricht zu vermeiden, die Fragen und Meinungen der Konfirmanden ins Zentrum zu rücken, und sich auf deren momentane Lebenswelt zu beschränken. Gegen diese Tendenz verweist Braun auf die Unterrichtstätigkeit Jesu als einem auch für die Gegenwart maßgeblichen Vorbild.

## Studien zum selben Thema
- Veronika Tropper: Jesus Didáskalos. Studien zu Jesus als Lehrer bei den Synoptikern und im Rahmen der antiken Kultur- und Sozialgeschichte (= Österreichische Biblische Studien. 42). Peter Lang, Frankfurt/M. u. a. 2012, ISBN 978-3-631-63681-7 (über Riesner Kap.II/1).

## Bibliographische Angaben
- Rainer Riesner: Jesus als Lehrer. Eine Untersuchung zum Ursprung der Evangelien-Überlieferung (= Wissenschaftliche Untersuchungen zum Neuen Testament. 2. Reihe, Bd. 7). J. C. B. Mohr (Paul Siebeck), Tübingen 1981, ISBN 3-16-144469-8 (21984, ISBN 3-16-144758-1, erweitert: 31988, ISBN 3-16-145195-3).
- Aktuelle Auflage: Rainer Riesner: Jesus als Lehrer. Frühjüdische Volksbildung und Evangelien-Überlieferung (= Wissenschaftliche Untersuchungen zum Neuen Testament. Bd. 504). 4., vollständig neubearbeitete Auflage. Mohr Siebeck Verlag, Tübingen 2023, ISBN 978-3-16-162497-1.